# Coface
A Compagnie Française d'Assurance pour le Commerce Extérieur (Coface) é uma seguradora de créditos francesa com sede em Paris, atualmente fazendo parte do grupo Natixis, um banco de investimento francês fundado em 2006.
A empresa atua no ramo do seguro de crédito doméstico e de exportação. A Coface está presente em Portugal desde 1996 e no Brasil desde 1998.

## História

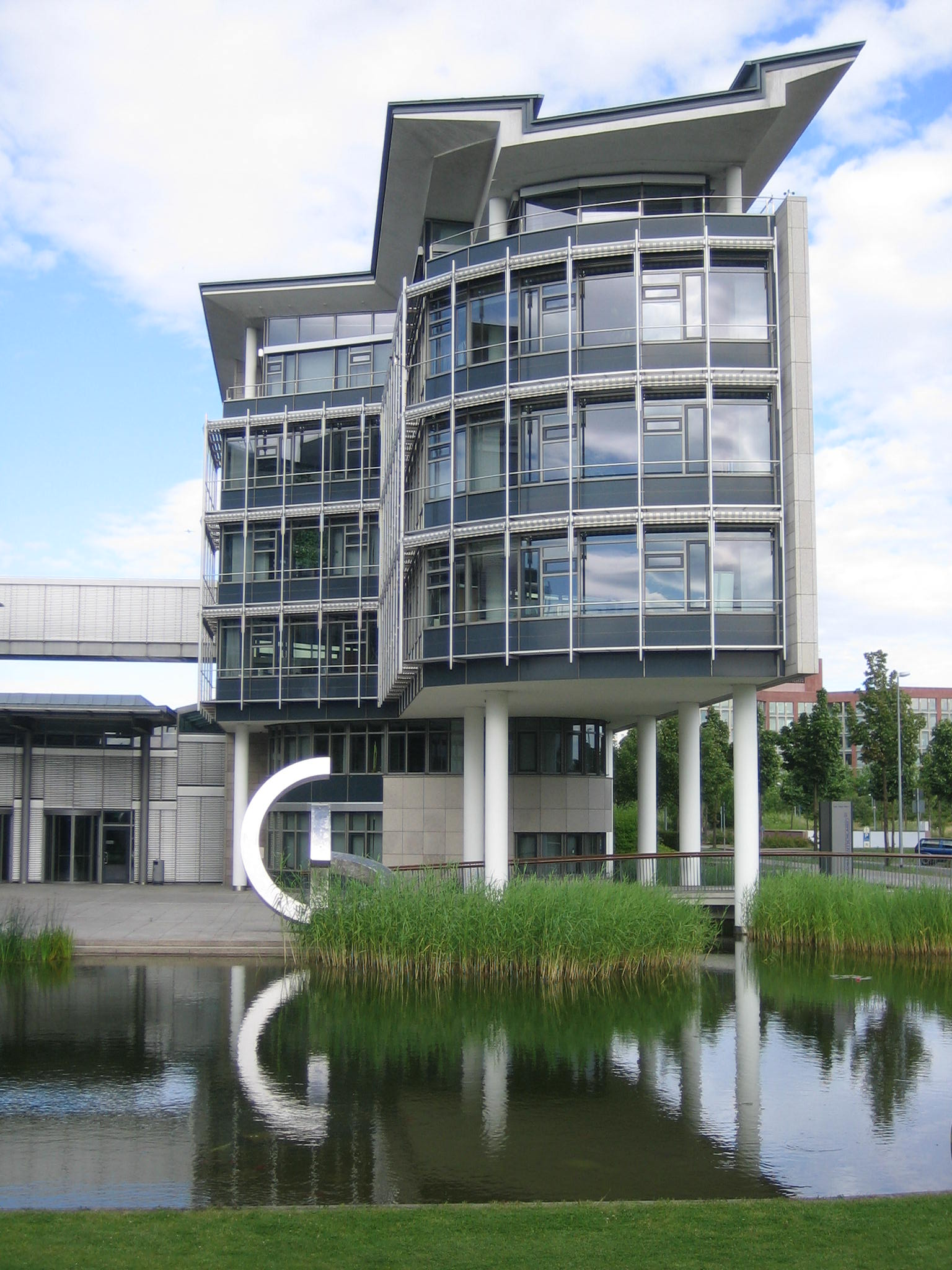
Sede da Coface em Paris

Fundada em 1946 como a agência estatal de crédito à exportação da França para fomentar as exportações, foi privatizada subsequentemente e pertenceu, antes da fundação da Natixis, ao Groupe Banque Populaire (hoje Banques Populaires Caisses d’Epargne).

## No Brasil
Presente no país desde 1998 a Coface adquiriu em 2008 a Seguradora de Crédito à Exportação – SBCE. Com essa aquisição, a Coface tornou-se acionista majoritária e é atualmente responsável pela administração das operações de curto prazo do seguro de crédito à exportação. O Banco do Brasil e o BNDES também fazem parte do quadro de acionistas, ambas com o mesmo percentual de participação acionária.